# Theys
Theys ist eine französische Gemeinde mit 2.014 Einwohnern (Stand: 1. Januar 2022) im Département Isère in der Region Auvergne-Rhône-Alpes; sie gehört zum Arrondissement Grenoble und zum Kanton Haut-Grésivaudan. Die Einwohner werden Tarins genannt.

## Geografie
Die Gemeinde Theys liegt zwischen Grésivaudan und den westlichsten Ausläufern der Alpen, 25 Kilometer nordöstlich von Grenoble. Umgeben wird Theys von den Nachbargemeinden Goncelin im Nordwesten und Norden, Crêts en Belledonne im Norden und Nordosten, Le Haut-Bréda im Osten, Les Adrets im Süden und Südwesten, Hurtières und La Pierre im Südwesten sowie Tencin im Westen. 
Zur Gemeinde gehört eine Skistation der Les Sept Laux auf etwa 1.350 Metern.

## Bevölkerungsentwicklung
| Jahr                       | 1962 | 1968 | 1975 | 1982 | 1990 | 1999 | 2006 | 2012 | 2021 |
| Einwohner                  | 1227 | 1257 | 1114 | 1200 | 1321 | 1572 | 1855 | 1991 | 2006 |
| Quellen: Cassini und INSEE |      |      |      |      |      |      |      |      |      |

## Sehenswürdigkeiten
- Schloss Theys, ursprünglich Burganlage aus dem 11. Jahrhundert, seit 1993 Monument historique
- Burgruinen von Herculais (erhalten ist der Donjon)